# Wallace (Louisiana)
Wallace és una població dels Estats Units a l'estat de Louisiana. Segons el cens del 2000, tenia 570 habitants.

## Demografia
Segons el cens del 2000, Wallace tenia 570 habitants, 174 habitatges, i 144 famílies. La densitat de població era de 33,8 habitants/km².
Dels 174 habitatges en un 37,4% vivien nens de menys de 18 anys, en un 50,6% vivien parelles casades, en un 28,2% dones solteres, i en un 16,7% no eren unitats familiars. En el 16,1% dels habitatges vivien persones soles, el 7,5% de les quals corresponia a persones de 65 anys o més que vivien soles. El nombre mitjà de persones que vivien en cada habitatge era de 3,28 i el nombre mitjà de persones que vivien en cada família era de 3,7.
Per edats la població es repartia de la següent manera: un 29,3% tenia menys de 18 anys, un 10,5% entre 18 i 24, un 26,8% entre 25 i 44, un 23,2% de 45 a 60 i un 10,2% 65 anys o més.
L'edat mediana era de 33 anys. Per cada 100 dones de 18 o més anys hi havia 87,4 homes.
La renda mediana per habitatge era de 19.118 $ i la renda mediana per família, de 25.179 $. Els homes tenien una renda mediana de 31.250 $ mentre que les dones, de 11.250 $. La renda per capita de la població era de 6.625 $. Entorn del 35,6% de les famílies i el 45,5% de la població estaven per davall del llindar de pobresa.

## Poblacions més properes
El següent diagrama mostra les poblacions més properes.